# Ловер-Сватара Тауншип (округ Дофін, Пенсільванія)
Ловер-Сватара Тауншип (англ. Lower Swatara Township) — селище (англ. township) в США, в окрузі Дофін штату Пенсільванія. Населення — 9531 особа (2020).

## Демографія
Згідно з переписом 2010 року, у селищі мешкало 8268 осіб у 3236 домогосподарствах у складі 2291 родини. Було 3403 помешкання
Расовий склад населення:
| - 89,5 % — білих - 4,8 % — чорних або афроамериканців - 1,4 % — азіатів - 0,2 % — корінних американців - 1,2 % — осіб інших рас |

До двох чи більше рас належало 2,9 %. Частка іспаномовних становила 4,0 % від усіх жителів.
За віковим діапазоном населення розподілялося таким чином: 20,1 % — особи молодші 18 років, 64,6 % — особи у віці 18—64 років, 15,3 % — особи у віці 65 років та старші. Медіана віку мешканця становила 42,7 року. На 100 осіб жіночої статі у селищі припадало 93,3 чоловіків;  на 100 жінок у віці від 18 років та старших — 89,7 чоловіків також старших 18 років.
Середній дохід на одне домашнє господарство  становив 71 549 доларів США (медіана — 59 873), а середній дохід на одну сім'ю — 83 581 долар (медіана — 74 798). Медіана доходів становила 51 986 доларів для чоловіків та 41 141 долар для жінок. За межею бідності перебувало 12,1 % осіб, у тому числі 23,5 % дітей у віці до 18 років та 4,3 % осіб у віці 65 років та старших.
Цивільне працевлаштоване населення становило 4415 осіб. Основні галузі зайнятості: освіта, охорона здоров'я та соціальна допомога — 18,2 %, публічна адміністрація — 12,7 %, роздрібна торгівля — 11,6 %, мистецтво, розваги та відпочинок — 10,7 %.